# Acneus oregonensis
Acneus oregonensis is een keversoort uit de familie keikevers (Psephenidae). De wetenschappelijke naam van de soort werd in 1951 gepubliceerd door Kenneth Fender.